# Born in the U.S.A. (canción)
Born in the U.S.A. es una canción escrita e interpretada por el cantautor estadounidense Bruce Springsteen; es la canción que le da nombre al álbum al que pertenece.
Esta canción posee el puesto 275 dentro de la lista de «las 500 mejores canciones de todos los tiempos» creada por la revista Rolling Stone y fue número uno durante ocho semanas consecutivas y está considerada por la revista Rolling Stone la sexta mejor canción de la década de 1980.
Es considerada por los académicos una canción de protesta. La letra ha sido ampliamente discutida: algunos seguidores la entendieron como un himno patriótico y una exaltación al papel de los Estados Unidos —debido a su título y a su similar y conocido estribillo— mientras que los estudiosos de su música leen en ella una clara protesta pacifista y una crítica a la actuación de su país durante la guerra de Vietnam y el mal trato dado a los veteranos a su regreso.

## Versiones
- Stanley Clarke hizo una versión de la canción en su álbum Find Out! en 1985.